# Antonio Carlo Napoleone Gallenga
Antonio Carlo Napoleone Gallenga, född den 4 november 1810 i Parma, död den 17 december 1895, var en italiensk författare.
Han var lärare vid universitetet i Parma, men var 1831 tvungen att gå i landsflykt, varefter han vistades omväxlande i flera länder, tills han 1838 bosatte sig i London. Sedermera besökte han sitt födelseland vid åtskilliga tillfällen och invaldes 1854 och 1859 i dess parlament. Åren 1859 till 1883 reste Gallenga i Gamla och Nya världen som korrespondent för The Times. I dess spalter skildrade han bland annat dansk-tyska kriget.